# Doctor's Advocate
Doctor's Advocate — другий студійний альбом американського репера The Game, який вийшов 14 листопада 2006 на лейблі Geffen Records. Цей альбом став його другим релізом на великому лейблі після альбому The Documentary 2005 року, який вийшов на Aftermath та G-Unit. Через суперечки з 50 Cent Гейм залишив Aftermath/G-Unit і влітку 2006 року підписав контракт з Geffen Records, іншим лейблом Universal Music Group, щоб припинити свої контрактні зобов'язання з G-Unit.
Незважаючи на відсутність Dr. Dre, який був виконавчим продюсером дебютного альбому Гейма, над продюсуванням альбому працювали інші продюсери, такі як Каньє Вест, Just Blaze, Скотт Сторч та Hi-Tek, will.i.am та Swizz Beatz, DJ Khalil, Jelly Roll, J.R. Rotem, Mr. Porter, Nottz, Reefa, Ервін «E.P.» Поуп та D-Roc. Серед гостьових учасників альбому: Will.i.am, Nate Dogg, Каньє Вест, Swizz Beatz, Busta Rhymes, Snoop Dogg, Xzibit, Tha Dogg Pound, Джеймі Фокс і Nas.
Doctor's Advocate дебютував на першому місці в американському чарті Billboard 200, продавши 358 000 копій за перший тиждень, що зробило його другим альбомом Гейма, який посів перше місце в цьому чарті.

## Назва
Назва Doctor's Advocate прямо посилається на колишнього наставника та продюсера Гейма, Dr. Dre, чиє ім'я згадується в кожній пісні з альбому, окрім «Wouldn't Get Far». Протягом кількох пісень Гейм використовує такі слова, як «сім'я» та «батько», щоб віддати шану їхнім стосункам на Aftermath Entertainment. На заголовній композиції взяв участь Баста Раймс, соратник Доктора Дре.

## Комерційний успіх
Doctor's Advocate дебютував під номером 1 у чарті Billboard 200, продавши понад 358,000 примірників за перший тиждень, що зробило його другим №1 альбомом Гейма поспіль.

## Критика
Після випуску альбом отримав схвальні відгуки, музичні критики високо оцінили продакшн альбому та покращений ліризм. Гейм намагався довести, що він все ще може створювати хорошу музику та бути успішним артистом, як він це зробив на The Documentary, без допомоги Доктора Дре чи 50 Cent. У 2012 році Гейм назвав Doctor's Advocate найкращим альбомом у своїй кар'єрі.

## Список композицій
| #   | Назва                                                      | Автор | Продюсер(и)                  | Тривалість |
| --- | ---------------------------------------------------------- | --- | ---------------------------- | ---------- |
| 1.  | «Lookin' at You»                                           | Jayceon Taylor Ervin "E.P." Pope                                                                                | E.P.                         | 3:37       |
| 2.  | «Da Shit»                                                  | Taylor Khalil Abdul-Rahman Janeen Jasmine Zoogz Rift                                                            | DJ Khalil                    | 5:23       |
| 3.  | «It's Okay (One Blood)» (за участю Junior Reid)            | Taylor Delroy Reid Sharif Slater Danny "D-Roc" Collington                                                       | Reefa D-Roc (спів.)          | 4:17       |
| 4.  | «Compton» (за участю will.i.am)                            | Taylor Will Adams Andre Wicker Arlandis Hinton Curtis Mayfield David Weldon Eric Wright Jesse Bonds Weaver, Jr. | will.i.am                    | 4:41       |
| 5.  | «Remedy»                                                   | Taylor Justin Smith Isaac Hayes                                                                                 | Just Blaze                   | 2:57       |
| 6.  | «Let's Ride»                                               | Taylor Скотт Сторч                                                                                              | Scott Storch                 | 3:57       |
| 7.  | «Too Much» (за участю Nate Dogg)                           | Taylor Nathaniel Hale Storch                                                                                    | Scott Storch                 | 4:11       |
| 8.  | «Wouldn't Get Far» (за участю Kanye West)                  | Taylor Kanye West Marilyn McLeod Pam Sawyer                                                                     | Kanye West                   | 4:11       |
| 9.  | «Scream on 'Em» (за участю Swizz Beatz)                    | Taylor Kasseem Dean                                                                                             | Swizz Beatz                  | 4:20       |
| 10. | «One Night»                                                | Taylor Dominick Lamb Darnell Bristol Kenneth Edmonds Sid Johnson                                                | Nottz                        | 4:27       |
| 11. | «Doctor's Advocate» (за участю Busta Rhymes)               | Taylor Trevor Smith Jonathan Reuven Rotem David Goldsmith C. Young                                              | J.R. Rotem                   | 5:03       |
| 12. | «Ol' English» (за участю Dion)                             | Taylor Dion Jenkins Tony Cottrell                                                                               | Hi-Tek                       | 4:44       |
| 13. | «California Vacation» (за участю Snoop Dogg і Xzibit)      | Taylor Calvin Broadus Alvin Joiner Rotem                                                                        | J.R. Rotem                   | 4:29       |
| 14. | «Bang» (за участю Tha Dogg Pound)                          | Taylor Delmar Arnaud Ricardo Brown David "Jelly Roll" Drew                                                      | Jelly Roll                   | 3:37       |
| 15. | «Around the World» (за участю Джеймі Фокс)                 | Taylor Eric Bishop Denaun Porter Mike Chavarria Walter Howard                                                   | Mr. Porter Mike Chav (спів.) | 4:02       |
| 16. | «Why You Hate the Game» (за участю Nas і Marsha Ambrosius) | Taylor Nasir Jones Marsha Ambrosius Smith Marvin Ambrosius Norbert Sloley                                       | Just Blaze                   | 9:22       |

| Бонус-треки у Великій Британії | Бонус-треки у Великій Британії | Бонус-треки у Великій Британії | Бонус-треки у Великій Британії |
| #                              | Назва | Продюсер(и)                    | Тривалість                     |
| ------------------------------ | --- | ------------------------------ | ------------------------------ |
| 17.                            | «I'm Chillin'» (за участю Fergie) | will.i.am                      | 4:33                           |
| 18.                            | «It's Okay (One Blood) (Remix)» (за участю Jim Jones, Snoop Dogg, Nas, T.I., Fat Joe, Lil Wayne, N.O.R.E., Jadakiss, Styles P, Fabolous, Juelz Santana, Рік Росс, Twista, Tha Dogg Pound, WC, E-40, Bun B, Chamillionaire, Slim Thug, Young Dro, Clipse та Ja Rule) | Reefa                          | 11:47                          |

## Чарти
| Чарт (2006)                                          | Найвища позиція |
| ---------------------------------------------------- | --------------- |
| Австралія Australian Albums (ARIA)                   | 28              |
| Австрія Austrian Albums (Ö3 Austria)                 | 46              |
| Бельгія Belgian Albums (Ultratop Flanders)           | 80              |
| Бельгія Belgian Albums (Ultratop Wallonia)           | 85              |
| Канада Canadian Albums (Billboard)                   | 2               |
| Нідерланди Dutch Albums (MegaCharts)                 | 40              |
| Франція French Albums (SNEP)                         | 27              |
| Німеччина German Albums (Offizielle Top 100)         | 29              |
| Ірландія Irish Albums (IRMA)                         | 8               |
| Італія Italian Albums (FIMI)                         | 67              |
| Нова Зеландія New Zealand Albums (Recorded Music NZ) | 15              |
| Норвегія Norwegian Albums (VG-lista)                 | 24              |
| Шотландія Scottish Albums (OCC)                      | 23              |
| Швейцарія Swiss Albums (Schweizer Hitparade)         | 15              |
| Велика Британія UK Albums (OCC)                      | 21              |
| США Billboard 200                                    | 1               |
| США Top R&B/Hip-Hop Albums (Billboard)               | 1               |
| США Top Rap Albums (Billboard)                       | 1               |

| Чарт (2007)                            | Позиція |
| -------------------------------------- | ------- |
| США Billboard 200                      | 48      |
| США Top R&B/Hip-Hop Albums (Billboard) | 12      |